# Теория ценности руин

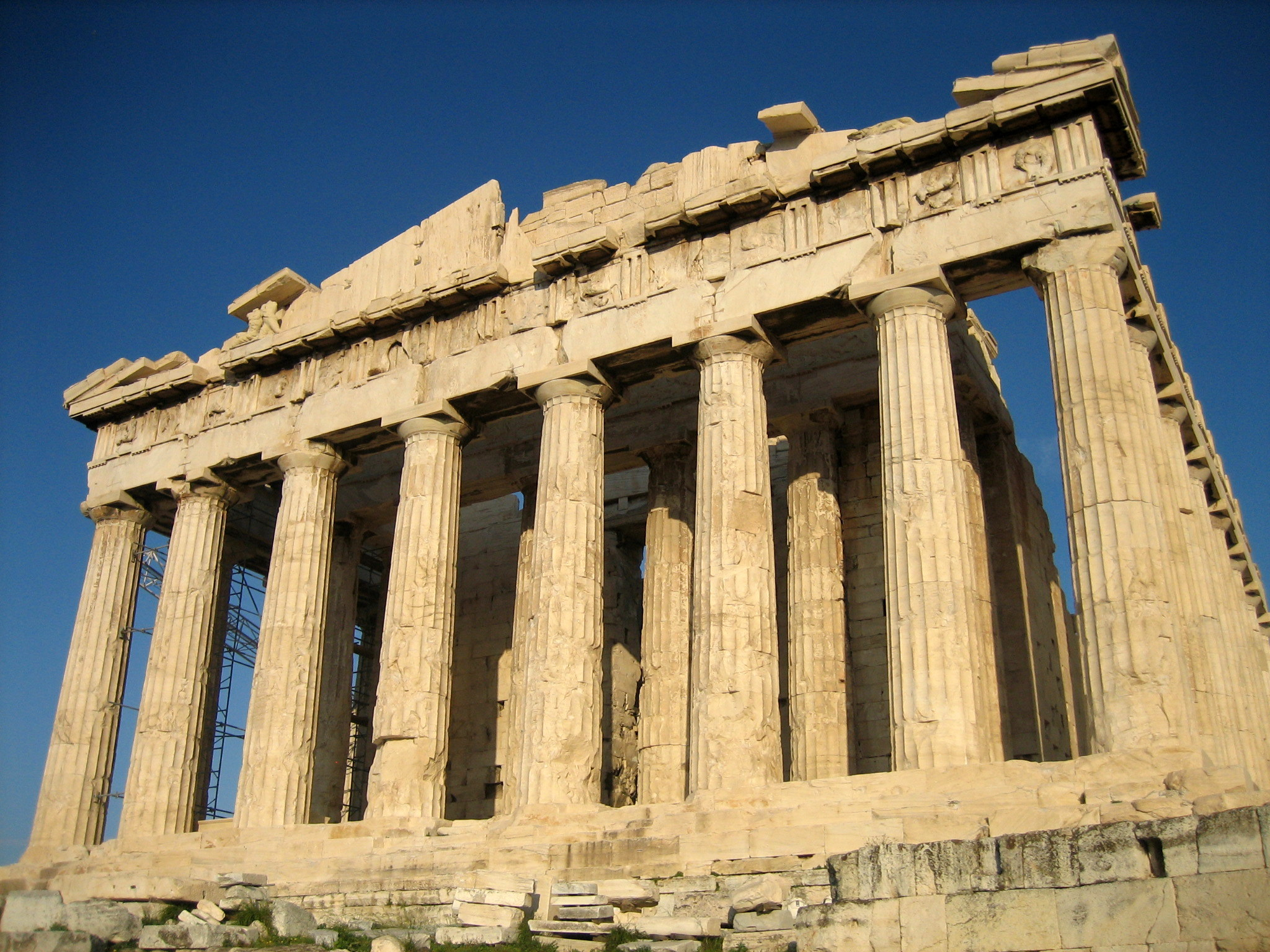
Парфенон как пример эстетически привлекательных руин

Теория ценности руин (нем. Ruinenwert) — архитектурная концепция, согласно которой здание должно быть спроектировано таким образом, чтобы в случае его обрушения после него остались эстетически привлекательные руины, которые простоят гораздо дольше без какого-либо обслуживания. Немецкий архитектор Альберт Шпеер описал эту теорию в своих мемуарах, опубликованных в 1969 году: «Используя особые материалы и применяя определенные статические принципы, мы смогли бы строить сооружения, которые, даже обветшав, через сотни или (как мы рассчитывали) тысячи лет будут играть ту же роль, что творения римлян».
«Теорию ценности руин» зачастую понимают как принцип, лежавший в основе архитектуры периода национал-социализма. Однако она никогда не упоминалась в современных текстах. Шпеер приписал ее себе задним числом, чтобы придать своей архитектурной деятельности более глубокий смысл.

## История

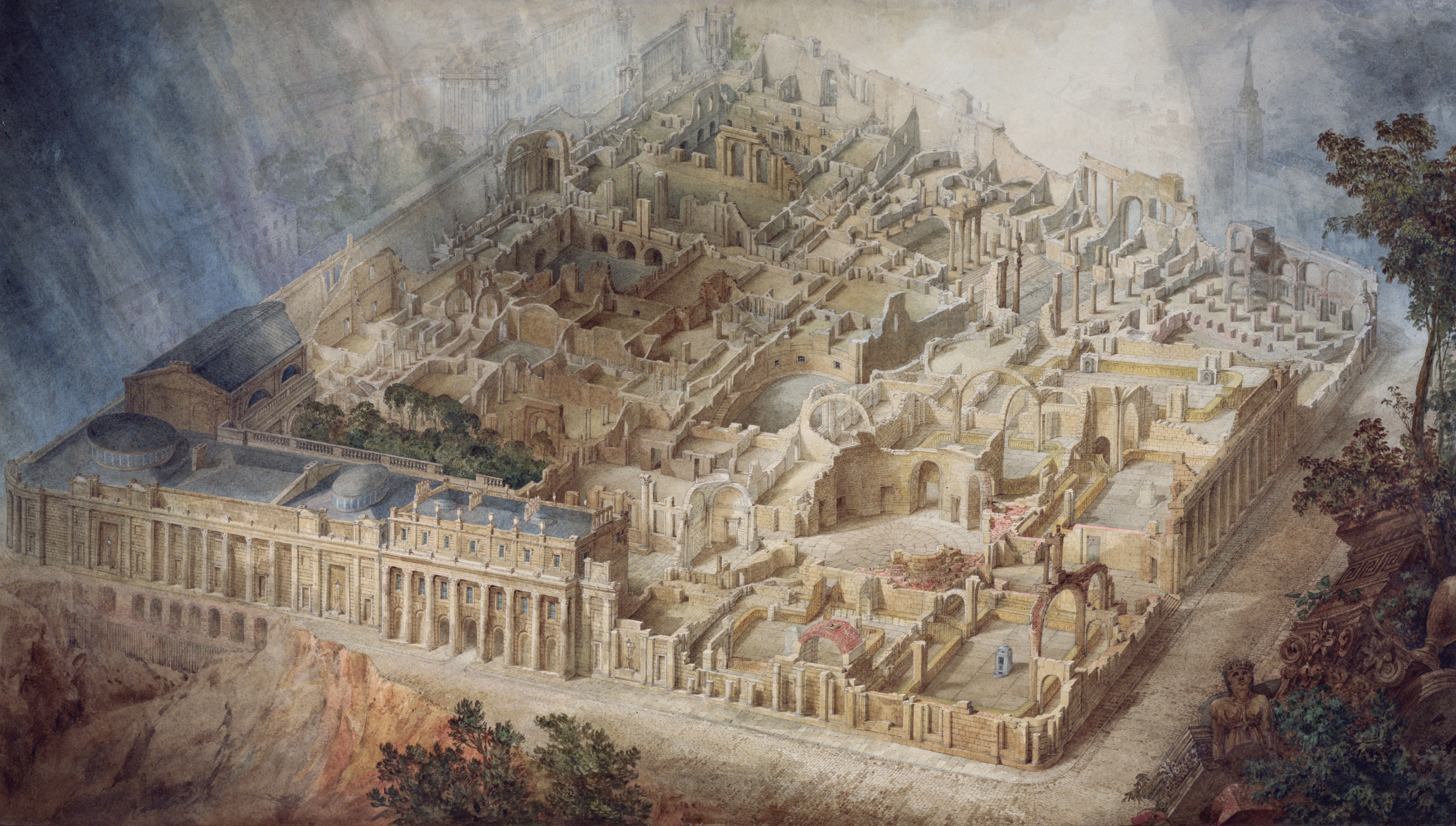
Вид с высоты птичьего полёта на воображаемые руины Банка Англии, построенного сэром Джоном Соуном. 1830

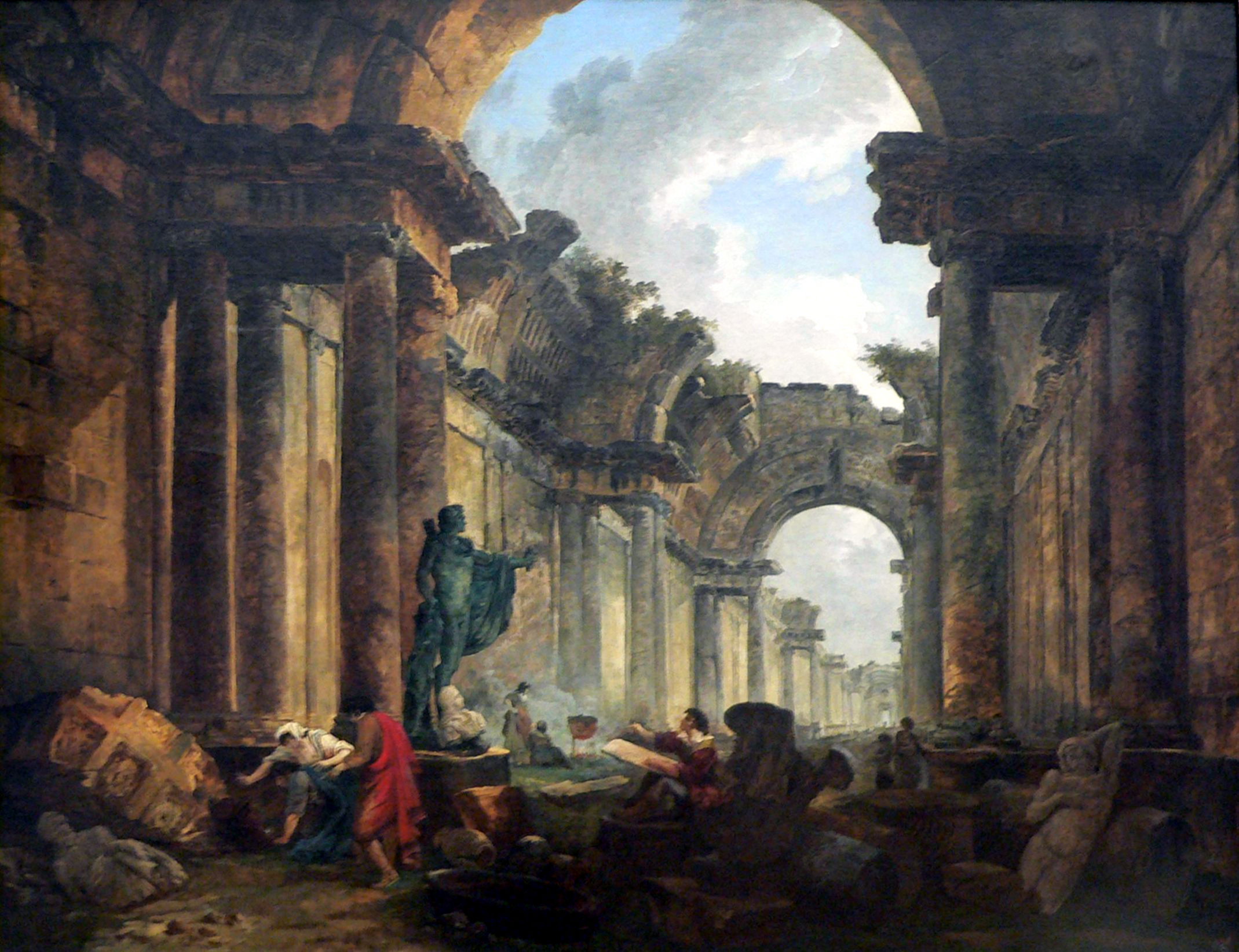
Воображаемый вид Большой галереи Лувра в руинах работы Юбера Робера. 1796

В своих мемуарах Альберт Шпеер утверждал, что изобрел эту идею, которую он назвал теорией ценности руин (нем. Ruinenwerttheorie). Предположительно она была продолжением взглядов Готфрида Земпера об использовании «натуральных» материалов и отказе от железных балок. На самом деле это гораздо более старая концепция, которая в какой-то момент даже стала общеевропейским романтическим увлечением. Среди предшественников — «новый разрушенный замок», построенный ландграфом Гессен-Касселя в XVIII веке, и проекты Банка Англии, реализованные в XIX веке сэром Джоном Соуном. Когда он представил управляющим банка три наброска маслом планируемого здания, на одном из них оно было изображено новым, на другом — обветшалым, а на третьем — как будут выглядеть его руины через тысячу лет.
Теория ценности руин была особенно чётко и развернуто сформулирована во французской архитектурной теории и культурно-пессимистических дискурсах начала XX века. В первую очередь Огюст Перре, который примерно с 1910 года сделал бетонную архитектуру в духе классицизма своей визитной карточкой и к концу 1920-х годов стал бесспорным авторитетом французского модернизма, объявил теорию ценности руин своим девизом: «Архитектура — это то, что создает красивые руины». В этом духе он высказался уже в 1929 году в опросе по поводу реконструкции Парфенона: «Что мы будем иметь вместо этих захватывающих руин? Залатанный Парфенон, без линий, мёртвый Парфенон! Я бы не трогал божественные руины – то, что там сделают, не продлит им жизнь». 
В 1933 году в непосредственной связи с приёмом Муссолини французской архитектурной делегации во главе с Перре на Миланской триеннале специалист по бетону кратко сформулировал свои взгляды. Основным критерием архитектуры является долгосрочное выполнение постоянно действующих факторов, таких как защита от атмосферных воздействий и представление гармоничных пропорций. В силу своей изменчивости социальные функции в качестве критериев оценки не имеют большого значения. Совершенная, гармонически пропорциональная иллюстрация первичных явлений эксплуатации и нагрузки в виде монолитной, а потому совершенной и в то же время неразрушимой бетонной конструкции есть задача и идеал архитектуры, понимаемой как постоянная. При этом Перре обращается к идее абсолютного типа греческого храма, незатронутого утилитарно-рационалистическим фактором. Концептуальная и техническая рациональность – вот причина, по которой античные здания, даже в руинах, обладают истинной красотой. Это также относится и к бетонным зданиям Перре, часто похожим на храмы. Они сохранили свою красоту под воздействием времени, даже если потеряли свою непревзойденную прочность из-за того, что были сделаны из бетона.
В своих мемуарах Альберт Шпеер раскрыл мысли Гитлера об архитектуре нацистской Германии в связи с римской имперской архитектурой:

Гитлер любил говорить, что цель его строительства — донести дух своей эпохи до далеких потомков. В конечном счёте напоминанием о великих исторических эпохах остается лишь монументальная архитектура, философствовал он. Что осталось от римских императоров? Их архитектурные сооружения. И если бы не эти сооружения, кто бы свидетельствовал о величии императоров? Периоды слабости непременно случаются в истории любого народа, но тогда о былом могуществе начинают говорить архитектурные творения. Разумеется, невозможно разбудить национальное сознание одной только архитектурой, но когда после долгого периода застоя заново рождается чувство национального величия, памятники предков становятся самым действенным призывом. В наши дни, например, Муссолини, воодушевляя свой народ идеей современной империи, может указывать на памятники Римской империи как символ героического духа Рима. И творения наших архитекторов должны взывать к самосознанию немецкого народа и через много веков. Далее Гитлер обычно говорил о ценности сохранения неизменного архитектурного стиля.

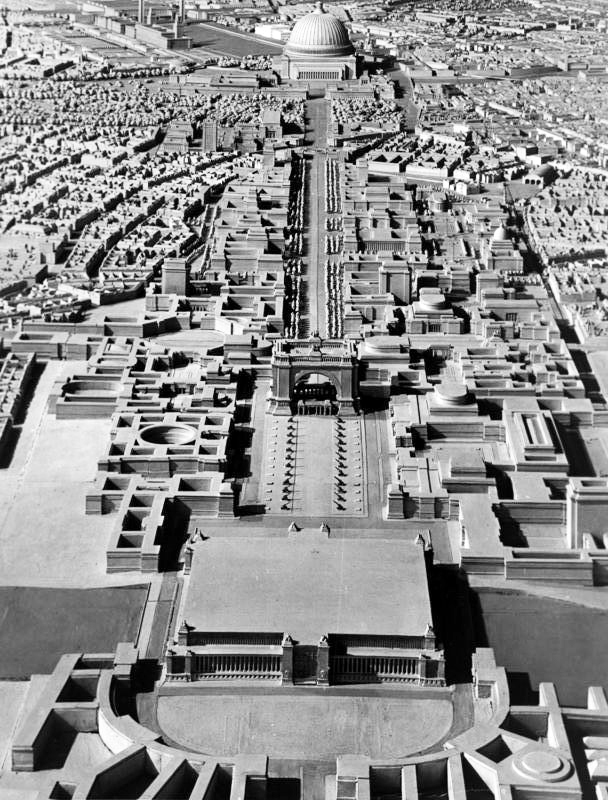
Модель перестроенного Берлина. 1939

При строительстве монументальных репрезентативных зданий следовало по возможности избегать современных «безымянных» материалов, таких как стальные балки и железобетон, поскольку из таких материалов не получатся эстетически приемлемые руины. Таким образом, самые политически значимые здания рейха должны были в некоторой степени, даже после того, как через тысячи лет они превратятся в руины, напоминать свои римские образцы. Гитлер якобы одобрил «закон исторической ценности руин» (нем. Ruinengesetz) после того, как Шпеер показал ему романтический рисунок заброшенного поля Цеппелина в виде руин, увитых плющом. Идея понравилась Гитлеру, тогда как его окружение возмутила сама мысль об упадке только что созданного Тысячелетнего рейха. 
В начале 1937 года в журнале «Четырёхлетний план» Шпеер опубликовал статью «Камень вместо железа», поместив в качестве иллюстрации снимок Парфенона с подписью: «Каменные здания древности в своем сегодняшнем состоянии демонстрируют постоянство природных строительных материалов». Отметив, что современные здания редко служат более пятидесяти лет, он писал: «Вековые каменные здания египтян и римлян по сей день служат мощными архитектурными доказательствами прошлого великих наций, здания, которые часто являются руинами только потому, что человеческая страсть к разрушению сделала их таковыми».
Однако в статье речь шла не о «теории  ценности руин», а о «преодолении использования железа в качестве суррогата и восстановлении здоровых методов строительства и материалов, возвращении к солидарности, простоте, навыкам и убеждениям»; современную стальную каркасную конструкцию «почти всегда можно избежать». Где только возможно камень должен заменить сталь и железо. Мотив этой программы и ее реальный эффект остались невысказанными: любой, кто экономит железо и сталь в строительной отрасли и заменяет их камнем, экономит эти драгоценные ресурсы для вооружения.
При этом с началом Второй мировой войны в архитектуре нацистской Германии широко использовался бетон.

## Современные запланированные руины
Более современным примером запланированных руин являются предупреждающие знаки для хранилища ядерного топлива Юкка-Маунтин, которые должны просуществовать 10 000 лет и при этом произвести неизгладимое (пусть и негативное) впечатление на будущие поколения.